# Alpage intermédiaire
L’alpage intermédiaire, ou les mayens en Valais et en Vallée d'Aoste, (en allemand : Maiensäss (ou Maisäss, Maien), Vorsäss, Hochsäss, Niederleger, Unterstafel, dans le canton des Grisons en romanche acla) est une forme particulière d’alpage : une superficie défrichée avec des refuges et des étables. Sur chacun de ces alpages se trouve au moins une petite maison et une étable.
Lorsqu’il y en a plusieurs, des petits villages d’alpages se forment parfois (Almdorf) avec leur propre église. Les mayens se trouvent sous la limite des arbres, c’est-à-dire à environ 1 200 à 1 600 m d’altitude. Ils sont surtout répandus dans les cantons suisses des Grisons et du Valais, en Vallée d'Aoste, dans le Tyrol occidental et au Vorarlberg.

## Origine du mot
Le mot Maiensäss dérive du mois de mai, pendant lequel on emmène le bétail pour la première fois en transhumance. Il signifie « résidence de mai » (Maiensitz). Ce terme est attesté pour la première fois en 1380 dans le Vorarlberg.

## Histoire
Les mayens (fermettes des alpages intermédiaires) représentent une singularité agricole. Leur apparition remonte à l’histoire de la transhumance alpine. La plupart du temps, ce sont tous les membres de l’exploitation qui suivent le troupeau dans les fermettes. Jusqu’à ce que ces alpages soient raccordés aux infrastructures routières, le lait était transformé sur place en beurre et fromage. Des caves permettaient de conserver les productions jusqu’à la transhumance hivernale avec le retour dans la vallée. C’est pourquoi les fromages montagnards de Suisse, du Vorarlberg et du Tyrol ont la réputation de se conserver longtemps.
Aujourd’hui, de nombreux mayens ne sont plus exploités mais utilisés comme lieux de villégiature ou loués.

## Architecture
Dans les mayens, on se satisfaisait des pièces les plus nécessaires, dont la taille et le nombre correspondaient aux besoins. Les bâtiments de vie (avec au moins deux pièces séparées) et d’élevage étaient séparés. On entrait dans la maison par la cuisine qui jouxtait la pièce de vie. L’étable était de plain-pied et au-dessus se trouvait le grenier à foin.
Les bâtiments étaient construits en rondins de sapin et en pierre. Les toits étaient souvent couverts de trois à quatre couches de bardeaux cloués.